# República Popular Socialista da Albânia
```
   |-
       |
Erro:
:  
valor não especificado para "
nome_comum
"

   |-
       | 
Erro:
:  
valor não especificado para "
continente
"
```

A República Popular Socialista da Albânia (em albanês:  Republika Popullore Socialiste e Shqipërisë), oficialmente República Popular da Albânia de 1946 até 1976 foi o estado comunista de partido único na Albânia de 1946 a 1991. Sucedeu o Governo Democrático da Albânia (1944-1946).
Durante este período, o país foi governado principalmente por Enver Hoxha e pelo Partido do Trabalho da Albânia. Eles governaram a Albânia estabelecendo um estilo stalinista, e mais tarde hoxhaista, de administração estatal e aderindo a políticas que enfatizavam a unidade nacional e a autossuficiência.  As restrições de viagem e visto fizeram da Albânia um dos países mais difíceis de visitar ou de onde viajar. Sendo o único país de maioria muçulmana da Europa, declarou-se o primeiro estado ateu do mundo em 1967. Mas após a queda do comunismo na Albânia em 1991, a prática da religião aumentou lentamente.  Foi o único membro do Pacto de Varsóvia a se retirar formalmente da aliança antes de 1990, uma ação que foi ocasionada pela invasão do Pacto de Varsóvia na Tchecoslováquia em agosto de 1968. O governo implementou reformas que visavam modernizar a Albânia e resultaram em ganhos significativos nas áreas de indústria, agricultura, educação, artes e cultura, o que contribuiu para um aumento geral no padrão de vida da população albanesa. No entanto, esses desdobramentos coincidiram com a repressão política por parte da polícia secreta, os Sigurimi, com o objetivo de impedir uma contrarrevolução, que incluiu demissões, prisões em campos de trabalhos forçados e execuções.  As primeiras eleições multipartidárias na Albânia socialista ocorreram em 31 de março de 1991 - os comunistas obtiveram a maioria em um governo interino. A República da Albânia foi proclamada em 29 de abril de 1991 e as primeiras eleições parlamentares do país foram realizadas em 22 de março de 1992.  A República Popular Socialista da Albânia foi oficialmente dissolvida em 28 de novembro de 1998 após a adoção da nova Constituição da Albânia.

## História

### Consolidação do poder e reformas iniciais
Em 29 de novembro de 1944, a Albânia foi libertada pelo Movimento de Libertação Nacional (em albanês: Lëvizja Nacional-Çlirimtare LNÇ). O Conselho Antifascista de Libertação Nacional, formado em maio, tornou-se o governo provisório do país.
O governo, como o LNÇ, era dominado pelo Partido Comunista da Albânia, com dois anos de existência, e o primeiro-secretário do partido, Enver Hoxha, tornou-se o primeiro-ministro da Albânia. Desde o início, o governo do LNC foi um regime comunista indisfarçável. Na maior parte do que se tornou o Bloco Oriental, os partidos comunistas fizeram parte nominalmente de um governo de coalizão por alguns anos antes de assumir o controle total e criar estados de partido único.
Tendo deixado de lado o nacionalista Balli Kombëtar após sua colaboração com os nazistas, o LNÇ rapidamente se moveu para consolidar seu poder, libertar os inquilinos e trabalhadores do país e ligar fraternalmente a Albânia a outros países socialistas. O rei Zog I foi permanentemente impedido de retornar à Albânia.

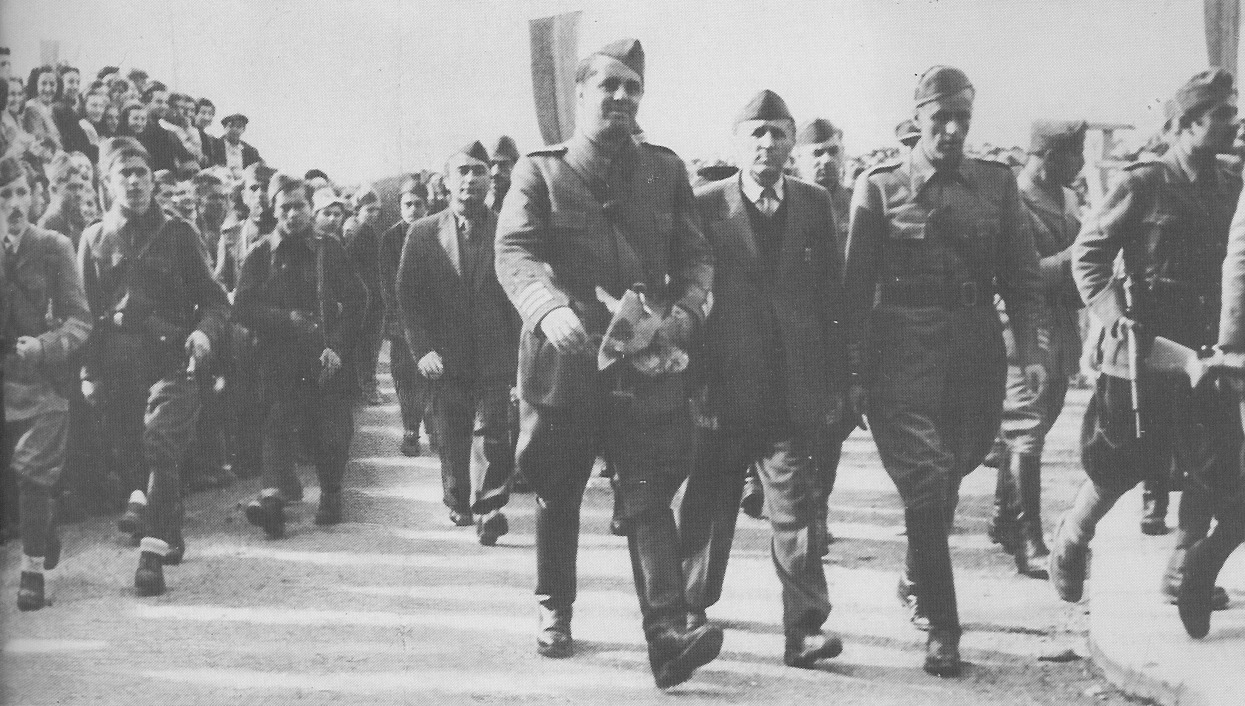
Partidários entrando em Tirana em 29 de novembro de 1944

O ministro da Administração Interna, Koçi Xoxe, "um antigo funileiro pró-Iugoslávia ", presidiu ao julgamento de muitos políticos não comunistas que foram condenados como "inimigos do povo" e "criminosos de guerra".  Muitos foram condenados à morte. Os poupados foram presos por anos em campos de trabalho e prisões e mais tarde se estabeleceram em fazendas estatais construídas em pântanos recuperados.
Em dezembro de 1944, o governo provisório adotou leis que permitiam ao Estado regular o comércio exterior e interno, as empresas comerciais e as poucas indústrias que o país possuía. As leis sancionavam o confisco de propriedades pertencentes a exilados políticos e "inimigos do povo". O estado também expropriou todas as propriedades de propriedade de alemães e italianos, nacionalizou empresas de transporte e cancelou todas as concessões concedidas por governos albaneses anteriores a empresas estrangeiras.
Em agosto de 1945, o governo provisório adotou as primeiras amplas reformas agrícolas na história da Albânia. Os 100 maiores proprietários de terras do país, que controlavam cerca de um terço das terras aráveis da Albânia, haviam frustrado todas as propostas de reforma agrícola antes da guerra. As reformas comunistas visavam tirar os grandes proprietários de terras dos negócios, ganhar o apoio dos camponeses e aumentar a produção agrícola para evitar a fome. O governo anulou dívidas agrícolas pendentes, concedeu aos camponeses acesso a água barata para irrigação e nacionalizou florestas e pastagens.
Sob a Lei de Reforma Agrária, que redistribuiu cerca de metade das terras aráveis da Albânia, o governo confiscou propriedades pertencentes a proprietários ausentes e pessoas que não dependiam da agricultura para viver. Os poucos camponeses com máquinas agrícolas foram autorizados a manter até 40 hectares de terra. As propriedades de instituições religiosas e camponeses sem maquinaria agrícola foram limitadas a 20 hectares. Finalmente, os camponeses sem terra e camponeses com pequenas propriedades receberam até 5 hectares, embora tivessem que pagar uma compensação nominal.
Em dezembro de 1945, os albaneses elegeram uma nova Assembleia Popular, mas os eleitores receberam uma única lista da Frente Democrática dominada pelos comunistas (anteriormente Movimento de Libertação Nacional). A contagem oficial das urnas mostrou que 92% do eleitorado votou e que 93% dos eleitores escolheram a chapa da Frente Democrática.
A assembléia foi convocada em janeiro de 1946. Seu primeiro ato foi destronar formalmente Zog, abolir a monarquia e declarar a Albânia uma "república popular". No entanto, o país já estava sob o regime comunista absoluto há pouco mais de dois anos. Após meses de debate furioso, a assembléia adotou uma constituição que refletia as constituições iugoslava e soviética. Alguns meses depois, os membros da assembléia escolheram um novo governo, que era emblemático da contínua consolidação de poder de Hoxha: Hoxha tornou-se simultaneamente primeiro-ministro, ministro das Relações Exteriores, ministro da Defesa e comandante-em-chefe do exército. Xoxe permaneceu ministro de assuntos internos e secretário organizacional do partido.
No final de 1945 e início de 1946, Xoxe e outros linha-dura do partido expurgaram os moderados que haviam pressionado por contatos próximos com o Ocidente, um mínimo de pluralismo político e um atraso na introdução de medidas econômicas comunistas estritas até que a economia da Albânia tivesse mais tempo para se recuperar. desenvolver. Hoxha permaneceu no controle, apesar do fato de ter defendido o restabelecimento das relações com a Itália e até mesmo permitir que os albaneses estudassem na Itália.
O governo deu passos importantes para introduzir uma economia planejada centralmente no estilo stalinista em 1946.  Ele nacionalizou todas as indústrias, transformou o comércio exterior em monopólio do governo, colocou quase todo o comércio interno sob controle do Estado e proibiu a venda e transferência de terras. Os planejadores da recém-fundada Comissão de Planejamento Econômico enfatizaram o desenvolvimento industrial e, em 1947, o governo introduziu o sistema soviético de contabilidade de custos.

### Tensões entre Albânia e Iugoslávia
Até a expulsão da Iugoslávia do Cominform em 1948, a Albânia era efetivamente um satélite iugoslavo. Ao repudiar o acordo Mukaj interno albanês de 1943 sob pressão dos iugoslavos, os comunistas da Albânia desistiram de suas exigências de uma cessão iugoslava de Kosovo à Albânia após a guerra. Em janeiro de 1945, os dois governos assinaram um tratado estabelecendo Kosovo como uma província autônoma da Iugoslávia. Pouco tempo depois, a Iugoslávia se tornou o primeiro país a reconhecer o governo provisório da Albânia.
Em julho de 1946, a Iugoslávia e a Albânia assinaram um tratado de amizade e cooperação que foi rapidamente seguido por uma série de acordos técnicos e econômicos estabelecendo as bases para a integração das economias albanesa e iugoslava. Os pactos previam a coordenação dos planos econômicos de ambos os estados, padronizando seus sistemas monetários e criando um sistema comum de preços e uma união aduaneira. O relacionamento iugoslavo-albanês era tão próximo que o servo-croata se tornou uma disciplina obrigatória nas escolas secundárias albanesas.
A Iugoslávia assinou um tratado de amizade semelhante com a República Popular da Bulgária, e o marechal Josip Broz Tito e Georgi Dimitrov da Bulgária falaram sobre planos para estabelecer uma Federação dos Bálcãs para incluir a Albânia, a Iugoslávia e a Bulgária. Conselheiros iugoslavos invadiram os escritórios do governo da Albânia e o quartel-general do exército. Tirana estava desesperada por ajuda externa e cerca de 20.000 toneladas de grãos iugoslavos ajudaram a evitar a fome. A Albânia também recebeu US$ 26,3 milhões da Administração de Assistência e Reabilitação das Nações Unidas imediatamente após a guerra, mas teve que contar com a Iugoslávia para investimento e ajuda ao desenvolvimento.
Empresas conjuntas albanesas-iugoslavas foram criadas para mineração, construção de ferrovias, produção de petróleo e eletricidade e comércio internacional. Os investimentos iugoslavos levaram à construção de uma refinaria de açúcar em Korçë, uma fábrica de processamento de alimentos em Elbasani, uma fábrica de cânhamo em Rrogozhinë, uma fábrica de conservas de peixe em Vlorë e uma gráfica, central telefônica e fábrica têxtil em Tirana. Os iugoslavos também fortaleceram a economia albanesa pagando três vezes o preço internacional pelo cobre albanês e outros materiais.
As relações entre a Albânia e a Iugoslávia diminuíram, no entanto, quando os albaneses começaram a reclamar que os iugoslavos estavam pagando muito pouco pelas matérias-primas albanesas e explorando a Albânia por meio de sociedades anônimas. Além disso, os albaneses buscaram fundos de investimento para desenvolver indústrias leves e uma refinaria de petróleo, enquanto os iugoslavos queriam que os albaneses se concentrassem na agricultura e na extração de matérias-primas. O chefe da Comissão de Planejamento Econômico da Albânia e braço direito de Hoxha,  Nako Spiru, tornou-se o principal crítico dos esforços da Iugoslávia para exercer controle econômico sobre a Albânia. Tito desconfiava dos intelectuais (Hoxha e seus aliados) do Partido Albanês e, por meio de Xoxe e seus partidários, tentou derrubá-los.
Em 1947, a Iugoslávia agiu contra os comunistas albaneses anti-iugoslavos, incluindo Hoxha e Spiru. Em maio, Tirana anunciou a prisão, julgamento e condenação de nove membros da Assembleia do Povo, todos conhecidos por se oporem à Iugoslávia, sob a acusação de atividades antiestatais. Um mês depois, o Comitê Central do Partido Comunista da Iugoslávia acusou Hoxha de seguir políticas "independentes" e virar o povo albanês contra a Iugoslávia. Este foi o mais perto que Hoxha chegou de ser removido do poder. Aparentemente tentando comprar apoio dentro do Partido Comunista da Albânia, Belgrado concedeu créditos a Tirana no valor de 40 milhões de dólares, uma quantia equivalente a 58% do orçamento do estado da Albânia em 1947. Um ano depois, os créditos da Iugoslávia representavam quase metade do orçamento do estado da Albânia em 1948. As relações pioraram no outono, entretanto, quando a comissão de Spiru desenvolveu um plano econômico que enfatizava a autossuficiência, a indústria leve e a agricultura. Os iugoslavos reclamaram amargamente. Posteriormente, em uma reunião de novembro de 1947 do Comitê Central Econômico da Albânia, Spiru foi alvo de intensas críticas, lideradas por Xoxe. Por não conseguir o apoio de ninguém dentro do partido (ele era efetivamente um bode expiatório de Hoxha), ele cometeu suicídio no dia seguinte. 
A insignificância da posição da Albânia no mundo comunista foi claramente destacada quando as nações emergentes do Leste Europeu não convidaram o Partido do Trabalho da Albânia para a reunião de fundação do Cominform em setembro de 1947 . Em vez disso, a Iugoslávia representou a Albânia nas reuniões do Cominform. Embora a União Soviética tenha prometido à Albânia construir fábricas têxteis e de açúcar e outras fábricas e fornecer máquinas agrícolas e industriais à Albânia, Joseph Stalin disse a Milovan Djilas, na época um membro do alto escalão da hierarquia comunista da Iugoslávia, que a Iugoslávia deveria "engolir " Albânia.
A facção pró-Iugoslava exercia um poder político decisivo na Albânia até 1948. Em uma plenária partidária em fevereiro e março, a liderança comunista votou pela fusão das economias e forças armadas albanesa e iugoslava. Hoxha até denunciou Spiru por tentar arruinar as relações albanês-iugoslavas. Durante uma reunião do Bureau Político do partido (Politburo) um mês depois, Xoxe propôs apelar a Belgrado para admitir a Albânia como a sétima república iugoslava. No entanto, quando o Cominform expulsou a Iugoslávia em 28 de junho, a Albânia deu uma rápida reviravolta em sua política em relação à Iugoslávia. Três dias depois, Tirana deu aos conselheiros iugoslavos na Albânia 48 horas para deixar o país, rescindiu todos os acordos econômicos bilaterais com seu vizinho e lançou uma virulenta blitz de propaganda anti-iugoslava que transformou Stalin em um herói nacional albanês, Hoxha em um guerreiro contra agressão estrangeira, e Tito em um monstro imperialista.
A Albânia entrou em uma órbita em torno da União Soviética e, em setembro de 1948, Moscou interveio para compensar a perda da ajuda iugoslava pela Albânia. A mudança provou ser uma benção para a Albânia porque Moscou tinha muito mais a oferecer à Albânia do que Belgrado tinha. O fato de a União Soviética não ter fronteira comum com a Albânia também atraiu o regime albanês porque tornava mais difícil para Moscou exercer pressão sobre Tirana. Em novembro, no Primeiro Congresso do Partido Albanês do Trabalho (APL), o antigo Partido Comunista Albanês que se renomeou por sugestão de Stalin, Hoxha atribuiu a culpa pelos problemas do país à Iugoslávia e Xoxe. Hoxha demitiu Xoxe do cargo de ministro de assuntos internos da Albânia em outubro e foi substituído por Mehmet Shehu. Após um julgamento secreto em maio de 1949, Xoxe foi executado. Os subsequentes expurgos antititoistas na Albânia resultaram na liquidação de 14 membros do Comitê Central de 31 pessoas do partido e 32 dos 109 deputados da Assembleia Popular. No geral, o partido expulsou cerca de 25% de seus membros. A Iugoslávia respondeu lançando um contra-ataque de propaganda e cancelando seu tratado de amizade com a Albânia e, em 1950, retirou sua missão diplomática de Tirana.

### Deterioração das relações com o Ocidente
As relações da Albânia com o Ocidente azedaram após a recusa do governo comunista em permitir eleições livres em dezembro de 1945. A Albânia restringiu o movimento de pessoal dos Estados Unidos e da Grã-Bretanha no país, acusando-os de terem instigado levantes anticomunistas nas montanhas do norte. A Grã-Bretanha anunciou em abril que não enviaria uma missão diplomática a Tirana; os Estados Unidos retiraram sua missão em novembro; e tanto os Estados Unidos quanto a Grã-Bretanha se opuseram à admissão da Albânia nas Nações Unidas (ONU). A Albânia temia que os Estados Unidos e a Grã-Bretanha, que apoiavam as forças anticomunistas na guerra civil em andamento na Grécia, apoiassem as demandas gregas por território no sul da Albânia; e a ansiedade aumentou em julho, quando uma resolução do Senado dos Estados Unidos apoiou as demandas gregas. 
Um grande incidente entre a Albânia e a Grã-Bretanha eclodiu em 1946, depois que Tirana reivindicou jurisdição sobre o canal entre o continente albanês e a ilha grega de Corfu . A Grã-Bretanha desafiou a Albânia navegando com quatro contratorpedeiros no canal. Dois dos navios atingiram minas em 22 de outubro de 1946 e 44 tripulantes morreram. A Grã-Bretanha reclamou à ONU e à Corte Internacional de Justiça que, em seu primeiro caso, decidiu contra Tirana.
Depois de 1946, os Estados Unidos e o Reino Unido começaram a implementar um elaborado plano secreto para derrubar o governo comunista da Albânia, apoiando as forças anticomunistas e realistas dentro do país. Em 1949, as organizações de inteligência dos Estados Unidos e da Grã-Bretanha trabalhavam com o rei Zog e os montanheses de sua guarda pessoal. Eles recrutaram refugiados albaneses e emigrados do Egito, Itália e Grécia; treinou-os em Chipre, Malta e na República Federal da Alemanha (Alemanha Ocidental); e os infiltrou na Albânia. Unidades de guerrilha entraram na Albânia em 1950 e 1952, mas as forças de segurança albanesas mataram ou capturaram todos eles. Kim Philby, um agente duplo soviético que trabalhava como oficial de ligação entre o serviço de inteligência britânico e a Agência Central de Inteligência dos Estados Unidos, vazou detalhes do plano de infiltração para Moscou, e a violação de segurança custou a vida de cerca de 300 infiltrados.
Após uma onda de atividade subversiva, incluindo a infiltração fracassada e o bombardeio da embaixada soviética em Tirana em março de 1951, as autoridades comunistas implementaram duras medidas de segurança interna. Em setembro de 1952, a assembléia promulgou um código penal que exigia a pena de morte para qualquer pessoa com mais de onze anos que fosse considerada culpada de conspirar contra o estado, danificar a propriedade do estado ou cometer sabotagem econômica. Execuções políticas eram comuns e entre 5.000 e 25.000 pessoas foram mortas no total durante a era comunista.   

### Na esfera soviética
A Albânia dependia principalmente da assistência soviética após sua ruptura com a Iugoslávia em 1948. Em fevereiro de 1949, a Albânia tornou-se membro da organização do bloco comunista para coordenar o planejamento econômico, o Conselho de Assistência Econômica Mútua (Comecon). Tirana logo entrou em acordos comerciais com a Polônia, Tchecoslováquia, Hungria, Romênia e União Soviética . Conselheiros técnicos soviéticos e do Leste Europeu passaram a residir na Albânia, e a União Soviética também enviou conselheiros militares à Albânia e construiu uma instalação submarina na Ilha Sazan. Após a divisão soviético-iugoslava, a Albânia e a Bulgária continuaram sendo os únicos países que a União Soviética poderia usar para fornecer material de guerra aos comunistas que lutavam na Grécia. O pouco valor estratégico que a Albânia oferecia à União Soviética, no entanto, gradualmente encolheu à medida que a tecnologia de armas nucleares se desenvolveu.
Alinhado com a linha ortodoxa de Stalin, o Partido Comunista da Albânia implementou elementos da política e economia stalinista. Em 1949, a Albânia adotou os elementos básicos do sistema fiscal soviético, segundo o qual as empresas estatais pagavam contribuições diretas ao tesouro a partir de seus lucros e mantinham apenas uma parcela autorizada para investimentos autofinanciados e outros fins. Em 1951, o governo albanês lançou seu primeiro plano quinquenal, que enfatizava a utilização dos recursos de petróleo, cromita, cobre, níquel, asfalto e carvão do país; expansão da produção de eletricidade e da rede elétrica; aumento da produção agrícola; e melhorando o transporte. O governo iniciou um programa de rápida industrialização após o Segundo Congresso do APL e uma campanha de coletivização de terras agrícolas em 1955. Na época, as fazendas privadas ainda produziam cerca de 87% da produção agrícola da Albânia, mas em 1960 a mesma porcentagem vinha de fazendas coletivas ou estatais.
As relações soviético-albanesas permaneceram quentes durante os últimos anos da vida de Stalin, embora a Albânia fosse um passivo econômico para a União Soviética. A Albânia realizou todo o seu comércio exterior com os países europeus soviéticos em 1949, 1950 e 1951 – e mais da metade do seu comércio com a própria União Soviética. Juntamente com seus satélites, a União Soviética subscreveu déficits na balança de pagamentos da Albânia com doações de longo prazo.
Embora muito atrás da prática ocidental, os cuidados de saúde e educação melhoraram dramaticamente. O número de médicos albaneses aumentou em um terço, para cerca de 150 no início da década (embora a proporção médico-paciente permanecesse inaceitável para a maioria dos padrões), e o estado abriu novas instalações de treinamento médico. O número de leitos hospitalares aumentou de 1.765 em 1945 para cerca de 5.500 em 1953. Melhores cuidados de saúde e condições de vida produziram uma melhoria na taxa de mortalidade infantil da Albânia, reduzindo-a de 112,2 mortes por 1.000 nascidos vivos em 1945 para 99,5 mortes por 1.000 nascimentos em 1953. O sistema educacional, voltado para cimentar o comunismo e criar os quadros acadêmicos e técnicos necessários para a construção de um estado e sociedade socialistas, também melhorou dramaticamente. O número de escolas, professores e alunos dobrou entre 1945 e 1950. O analfabetismo caiu de talvez 85% em 1946 para 31% em 1950. A União Soviética forneceu bolsas de estudo para estudantes albaneses e forneceu especialistas e materiais de estudo para melhorar a instrução na Albânia. A Universidade Estadual de Tirana (mais tarde Universidade de Tirana) foi fundada em 1957 e a Academia Albanesa de Ciências foi inaugurada 15 anos depois.
Stalin morreu em março de 1953 e, aparentemente, temendo que a morte dos secretários soviéticos pudesse encorajar rivais dentro das fileiras do partido albanês, nem Hoxha nem Shehu arriscaram viajar a Moscou para assistir ao seu funeral. O movimento subsequente da União Soviética em direção à reaproximação com os iugoslavos alarmou os dois líderes albaneses. Tirana logo foi pressionada por Moscou para copiar, pelo menos formalmente, o novo modelo soviético de liderança coletiva. Em julho de 1953, Hoxha entregou as pastas de relações exteriores e de defesa a seguidores leais, mas manteve o posto de liderança do partido e o cargo de primeiro-ministro até 1954, quando Shehu se tornou o primeiro-ministro da Albânia. A União Soviética, respondendo com um esforço para elevar o moral dos líderes albaneses, elevou as relações diplomáticas entre os dois países ao nível de embaixador.
Apesar de algumas expressões cautelosas de entusiasmo, Hoxha e Shehu rapidamente se voltaram contra os programas de Nikita Khrushchev de "coexistência pacífica" e "diferentes caminhos para o socialismo". Levantando preocupações sobre supostos passos em direção ao revisionismo marxista, o relacionamento dos comunistas albaneses com a União começou a declinar. Tirana e Belgrado renovaram as relações diplomáticas em dezembro de 1953, mas Hoxha recusou os repetidos apelos de Khrushchev para reabilitar postumamente o pró-iugoslavo Xoxe como um gesto para Tito. Em vez disso, a dupla albanesa consolidou sua posição política, expandindo seu controle sobre a vida doméstica de seu país e deixando a guerra de propaganda com os iugoslavos continuar. Em 1955, a Albânia tornou-se membro fundador da Organização do Tratado de Varsóvia, mais conhecida como Pacto de Varsóvia, a única aliança militar à qual a nação já se juntou. Embora o pacto representasse a primeira promessa que a Albânia obteve de qualquer um dos países comunistas para defender suas fronteiras, o tratado não fez nada para amenizar a profunda desconfiança dos líderes albaneses na Iugoslávia.
Hoxha e Shehu, utilizando seus sucessos imediatos e o medo profundo dos albaneses da dominação iugoslava, conseguiram manter o poder durante o XX Congresso do Partido Comunista da União Soviética em 1956, quando Khrushchev denunciou a administração de Stalin em seu "discurso secreto". Hoxha, profundamente alarmado com a denúncia, defendeu Stalin e se recusou a seguir a tentativa de Khrushchev de se afastar da administração soviética anterior. Com o passar dos primeiros anos da administração de Khrushchev, Hoxha continuou a manter esta posição, inclusive durante os distúrbios na Polônia e a rebelião na Hungria em 1956. Hoxha durante este período expurgou moderados do partido com tendências pró-soviéticas e pró-iugoslavas, no entanto, atenuou sua retórica anti-iugoslava após uma viagem bem-sucedida em abril de 1957 a Moscou. Esta viagem provou ser fundamental para o Estado albanês, tendo Hoxha ganho o cancelamento de cerca de US $ 105 milhões em empréstimos pendentes e cerca de US$ 7,8 milhões em assistência alimentar adicional. Em 1958, no entanto, as tensões reacenderam entre Hoxha e Tito, com o conflito contínuo sobre a questão dos albaneses em Kosovo. Houve mais tensão sobre um plano Comecon para integrar as economias da Europa Oriental, que exigia que a Albânia produzisse bens agrícolas e minerais em vez de enfatizar o desenvolvimento da indústria pesada. Em uma visita de doze dias à Albânia em 1959, Khrushchev supostamente tentou convencer Hoxha e Shehu de que seu país deveria aspirar a se tornar "o pomar do socialismo". 

### Na esfera chinesa

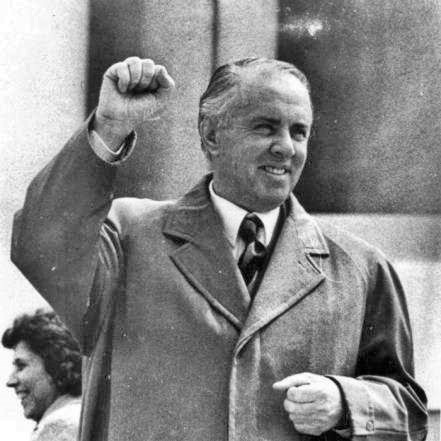
Enver Hoxha em 1971

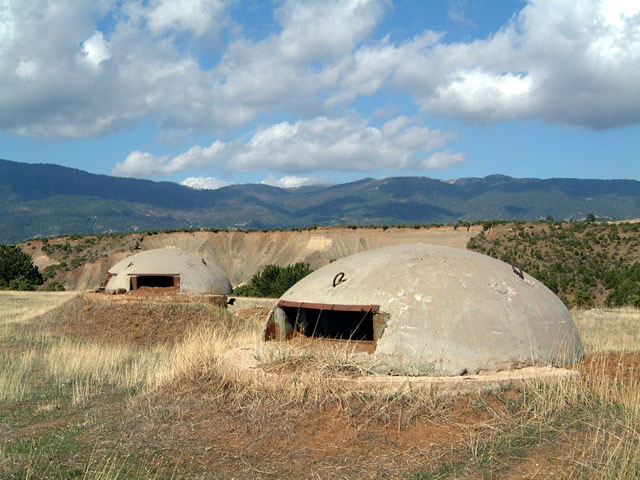
Casamatas na Albânia construídos durante o governo de Hoxha para evitar a possibilidade de invasões externas. Em 1983, aproximadamente 173.371 bunkers de concreto estavam espalhados por todo o país.

A Albânia desempenhou um papel importante na ruptura sino-soviética. Em 1958, a Albânia estava com a República Popular da China (RPC)  em oposição a Moscou em questões de coexistência pacífica, desestalinização e "caminho separado para o socialismo" da Iugoslávia por meio da descentralização da vida econômica. A União Soviética, outros países da Europa Oriental e a China ofereceram à Albânia grandes quantidades de ajuda. Os líderes soviéticos também prometeram construir um grande Palácio da Cultura em Tirana como um símbolo do "amor e amizade" do povo soviético pelos albaneses. Mas, apesar desses gestos, Tirana estava insatisfeito com a política econômica de Moscou em relação à Albânia. Hoxha e Shehu aparentemente decidiram em maio ou junho de 1960 que a Albânia tinha o apoio chinês garantido e, quando surgiram polêmicas entre a RPC e a União Soviética, eles se posicionaram abertamente com a primeira. Ramiz Alia, na época candidato a membro do Politburo e conselheiro de Hoxha em questões ideológicas, desempenhou um papel proeminente na retórica.
A ruptura sino-soviética explodiu em junho de 1960 em um congresso do Partido dos Trabalhadores da Romênia, no qual Khrushchev tentou garantir a condenação de Pequim. A delegação da Albânia, única entre as delegações europeias, apoiou os chineses. A União Soviética imediatamente retaliou organizando uma campanha para derrubar Hoxha e Shehu no verão de 1960. Moscou cortou entregas prometidas de grãos para a Albânia durante uma seca, e a embaixada soviética em Tirana encorajou abertamente uma facção pró-soviética no Partido do Trabalho da Albânia (APL) a se manifestar contra a postura pró-chinesa do partido. Moscou também aparentemente se envolveu em uma conspiração dentro do APL para derrubar Hoxha e Shehu à força. Mas, devido ao controle rígido da máquina partidária, do exército e da polícia secreta de Shehu, o Diretório de Segurança do Estado (Drejtorija e Sigurimit të Shtetit - Sigurimi), os dois líderes albaneses facilmente evitaram a ameaça. Quatro líderes albaneses pró-soviéticos, incluindo Teme Sejko e Tahir Demi, foram eventualmente julgados e executados. A RPC imediatamente começou a compensar o cancelamento dos embarques de trigo soviéticos, apesar da escassez de moeda estrangeira e de suas próprias dificuldades econômicas.
A Albânia novamente se aliou à República Popular da China quando lançou um ataque à liderança da União Soviética do movimento comunista internacional na conferência de Moscou de novembro de 1960 dos 81 partidos comunistas do mundo. Hoxha investiu contra Khrushchev por encorajar as reivindicações gregas ao sul da Albânia, semeando discórdia dentro do APL e do exército e usando chantagem econômica. "Os ratos soviéticos podiam comer enquanto o povo albanês morria de fome", criticou Hoxha, referindo-se ao atraso proposital nas entregas soviéticas de grãos. Líderes comunistas leais a Moscou descreveram o desempenho de Hoxha como "gângster" e "infantil", e o discurso extinguiu qualquer chance de um acordo entre Moscou e Tirana. Para o próximo ano, a Albânia jogou proxy para a China. Os partidos comunistas pró-soviéticos, relutantes em confrontar a China diretamente, criticaram Pequim castigando a Albânia. A China, por sua vez, frequentemente dava destaque às críticas dos albaneses contra a União Soviética e a Iugoslávia, que Tirana chamava de "inferno socialista".

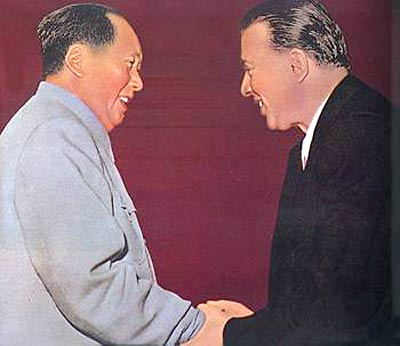
Mao Zedong e Hoxha em 1956

Hoxha e Shehu continuaram sua arenga contra a União Soviética e a Iugoslávia no Quarto Congresso do APL em fevereiro de 1961. Durante o congresso, o governo albanês anunciou as linhas gerais do Terceiro Plano Quinquenal do país (1961-65), que alocou 54% de todo o investimento para a indústria, rejeitando assim o desejo de Khrushchev de tornar a Albânia principalmente um produtor agrícola. Moscou respondeu cancelando programas de ajuda e linhas de crédito para a Albânia, mas a China novamente veio em socorro.
Depois de trocas agudas adicionais entre delegados soviéticos e chineses sobre a Albânia no Partido Comunista da União Soviética Vigésimo Segundo Congresso do Partido em outubro de 1961, Khrushchev criticou os albaneses por executarem uma supostamente grávida, membro pró-soviético do partido albanês Politburo Liri Gega, e a União Soviética finalmente rompeu relações diplomáticas com a Albânia em dezembro. Moscou então retirou todos os assessores econômicos e técnicos soviéticos do país, incluindo os que trabalhavam no Palácio da Cultura, e interrompeu o envio de suprimentos e peças de reposição para equipamentos já instalados na Albânia. Além disso, a União Soviética continuou a desmantelar suas instalações navais na Ilha de Sazan, processo que já havia começado antes mesmo do rompimento de relações.
A China novamente compensou a Albânia pela perda do apoio econômico soviético, fornecendo cerca de 90% das peças, alimentos e outros bens prometidos pela União Soviética. A China emprestou dinheiro à Albânia em termos mais favoráveis do que Moscou e, ao contrário dos conselheiros soviéticos, os técnicos chineses ganhavam o mesmo salário baixo que os trabalhadores albaneses e viviam em moradias semelhantes. A China também presenteou a Albânia com uma poderosa estação de transmissão de rádio da qual Tirana cantou louvores a Stalin, Hoxha e Mao Zedong por décadas. De sua parte, a Albânia ofereceu à China uma cabeça de ponte na Europa e atuou como principal porta-voz da China nas Nações Unidas. Para consternação da Albânia, no entanto, os equipamentos e técnicos chineses não eram tão sofisticados quanto os produtos e consultores soviéticos que substituíram. Ironicamente, uma barreira linguística até obrigou os técnicos chineses e albaneses a se comunicarem em russo. Os albaneses não participavam mais das atividades do Pacto de Varsóvia ou dos acordos do Comecon. As outras nações comunistas da Europa Oriental, no entanto, não romperam relações diplomáticas ou comerciais com a Albânia. Em 1964, os albaneses chegaram ao ponto de tomar a embaixada soviética vazia em Tirana, e os trabalhadores albaneses continuaram a construção do Palácio da Cultura por conta própria.
O afastamento da União Soviética causou estragos na economia da Albânia. Metade de suas importações e exportações foram voltadas para fornecedores e mercados soviéticos, então o azedamento das relações de Tirana com Moscou quase levou o comércio exterior da Albânia ao colapso, já que a China se mostrou incapaz de entregar as máquinas e equipamentos prometidos no prazo. A baixa produtividade, o planejamento falho, a má mão-de-obra e a administração ineficiente nas empresas albanesas ficaram claros quando a ajuda e os conselheiros soviéticos e da Europa Oriental foram retirados. Em 1962, o governo albanês introduziu um programa de austeridade, apelando ao povo para conservar recursos, cortar custos de produção e abandonar investimentos desnecessários.

#### Retirada do Pacto de Varsóvia
Em outubro de 1964, Hoxha saudou a queda de Khrushchev do poder, e os novos líderes da União Soviética fizeram aberturas para Tirana. Logo ficou claro, entretanto, que a nova liderança soviética não tinha intenção de mudar suas políticas básicas para se adequar à Albânia, e as relações não melhoraram. Durante décadas, a propaganda de Tirana continuou a se referir aos oficiais soviéticos como "revisionistas traiçoeiros" e "traidores do comunismo" e, em 1964, Hoxha disse que os termos da Albânia para a reconciliação eram um pedido de desculpas soviético à Albânia e reparações pelos danos que infligiu à país. A Albânia também estava brigando com Moscou sobre sugestões de que a Albânia deveria se concentrar na agricultura em detrimento do desenvolvimento industrial. As relações soviético-albanesas caíram para novos mínimos após a invasão da Tchecoslováquia pelo Pacto de Varsóvia em 1968, e a Albânia sentiu que a União Soviética havia se tornado muito liberal desde a morte de Joseph Stalin. A invasão serviu como ponto de inflexão e, em um mês (setembro de 1968), a Albânia retirou-se formalmente do Pacto de Varsóvia.  Leonid Brejnev não fez nenhuma tentativa de forçar a permanência da Albânia.

#### Revolução Cultural e Ideológica

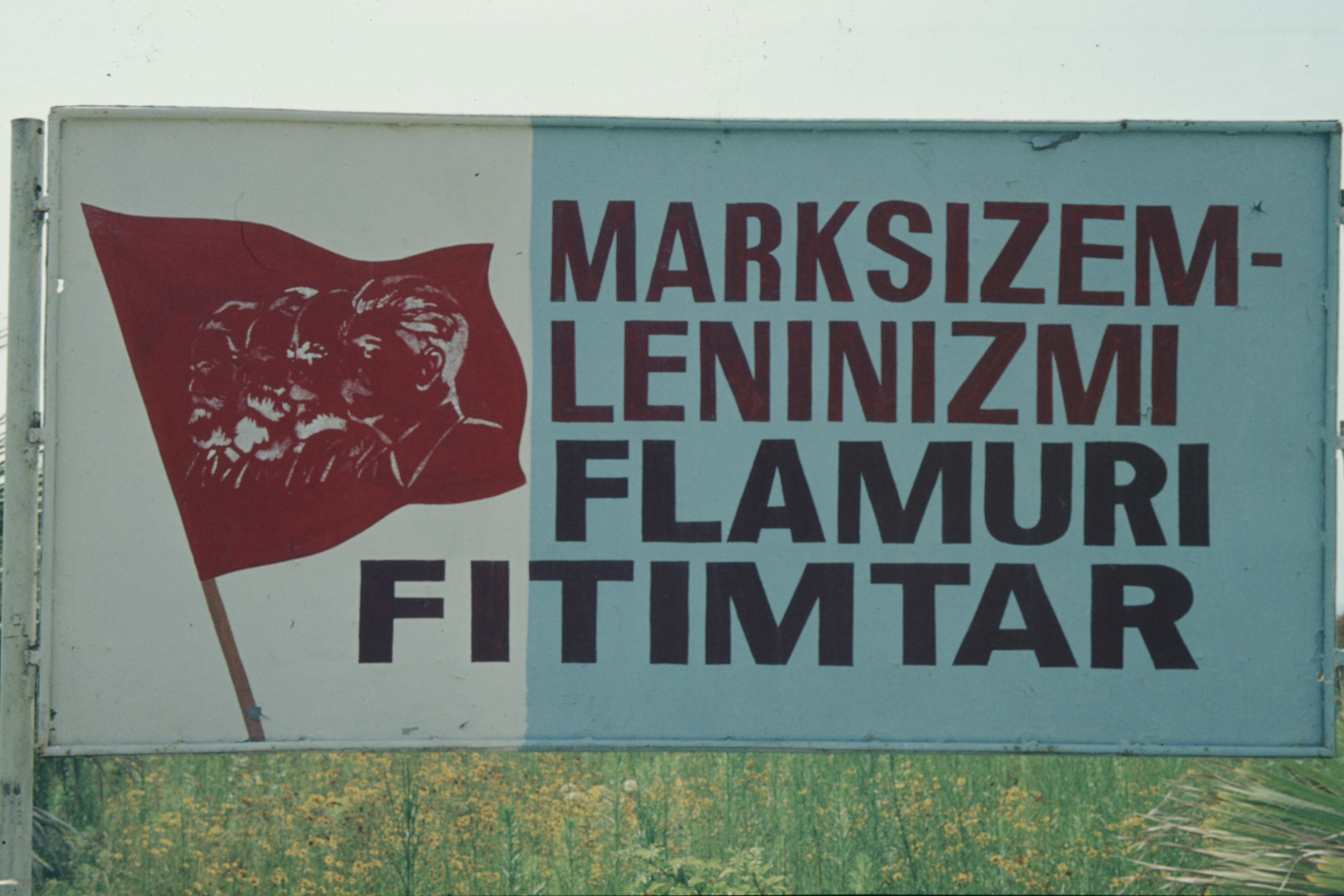
Cartaz albanês em 1978: Marxismo-Leninismo: bandeira vitoriosa

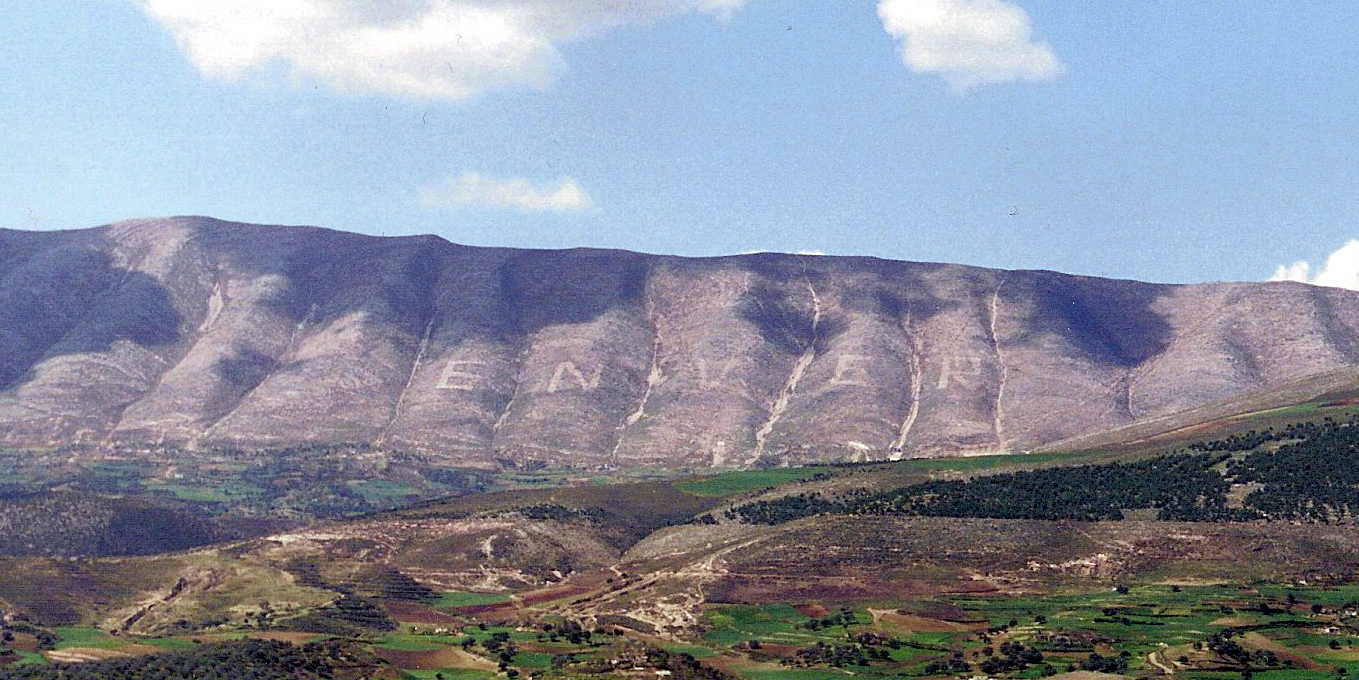
Monte Shpiragu visto de Berat mostrando o nome de Enver escrito em seu lado

Em meados da década de 1960, os líderes da Albânia ficaram desconfiados de uma ameaça ao seu poder por uma burocracia crescente. A disciplina partidária havia erodido. As pessoas reclamaram de prevaricação, inflação e produtos de baixa qualidade. Os escritores se desviaram da ortodoxia do realismo socialista, que exigia que a arte e a literatura servissem como instrumentos de governo e política partidária. Como resultado, depois que Mao Zedong desencadeou a Revolução Cultural na China em 1966, Hoxha lançou sua própria Revolução Cultural e Ideológica. O líder albanês concentrou-se em reformar os militares, a burocracia do governo e a economia, bem como em criar um novo apoio para seu sistema. O regime aboliu as patentes militares, reintroduziu comissários políticos nas forças armadas e renunciou ao profissionalismo no exército. Reagindo contra a "mentalidade do colarinho branco", as autoridades também reduziram os salários de funcionários de nível médio e alto, expulsaram administradores e especialistas de seus cargos burocráticos e enviaram essas pessoas para trabalhar nas fábricas e nos campos. Seis ministérios, incluindo o Ministério da Justiça, foram eliminados. A coletivização das fazendas se espalhou até mesmo para as montanhas remotas. Além disso, o governo atacou escritores e artistas dissidentes, reformou seu sistema educacional e geralmente reforçou o isolamento da Albânia da cultura européia em um esforço para impedir a entrada de influências estrangeiras.
Após o 5º Congresso do Partido do Trabalho da Albânia e o discurso de Enver Hoxha em 6 de fevereiro de 1967, as autoridades lançaram uma campanha violenta para extinguir a vida religiosa na Albânia, alegando que a religião havia dividido a nação albanesa e a mantinha atolada no atraso.  Os agitadores estudantis vasculharam o campo, forçando os albaneses a deixarem de praticar sua fé. Apesar das reclamações, mesmo de membros da APL, todas as igrejas, mesquitas, mosteiros e outras instituições religiosas foram encerradas ou convertidas em armazéns, ginásios e oficinas até ao final do ano. Um decreto especial revogou as cartas pelas quais as principais comunidades religiosas do país operavam. A campanha culminou com o anúncio de que a Albânia havia se tornado o primeiro estado ateu do mundo, um feito que foi alardeado como uma das maiores conquistas de Enver Hoxha.  Embora a Constituição albanesa tenha garantido formalmente a liberdade de religião ao povo albanês até aquele momento, a liberdade religiosa era praticamente inexistente depois de 1967. A Constituição de 1976 da República Popular Socialista da Albânia posteriormente estipulou no Artigo 37 que "O Estado não reconhece qualquer religião e apóia a propaganda ateísta com o propósito de inculcar a visão de mundo materialista científica nas pessoas" e o Artigo 55 proíbe explicitamente a formação de "qualquer tipo de organização de caráter fascista, antidemocrático, religioso e antissocialista" e afirmou que "atividades e propaganda fascistas, antidemocráticas, religiosas, belicistas e antissocialistas, bem como a incitação à e o ódio racial são proibidos." 
Em 1º de novembro de 1977, Enver Hoxha afirmou em seu relatório submetido ao 7º Congresso do Partido do Trabalho da Albânia sobre a atividade do Comitê Central do Partido que a Constituição de 1976 era uma personificação do livre arbítrio do povo albanês, porque a democracia genuína era necessário para que o socialismo realmente existisse. Ele disse que "as amplas massas do povo trabalhador expressaram livremente suas opiniões sobre a nova Lei Fundamental de nosso estado da ditadura do proletariado. Cerca de 1.500.000 pessoas, praticamente toda a população adulta do país, participaram das reuniões realizadas e cerca de 300.000 pessoas contribuíram para a discussão. . . A grande discussão popular, caracterizada por uma discussão livre e frutífera de opiniões, por um debate vivo e construtivo, foi uma expressão clara da nossa democracia socialista em ação e da verdadeira soberania do povo. Demonstrou na prática que na Albânia socialista o povo é o senhor, que nada é feito contra a sua vontade."  Os numerosos testemunhos daqueles que sofreram com a perseguição religiosa desta época,  lançam sérias dúvidas sobre o quão "livre e frutífera" foi a discussão de opiniões neste grande debate e, consequentemente, como os críticos do regime argumentariam, o caráter genuinamente socialista da democracia socialista da Albânia.
Durante a Revolução Cultural e Ideológica, os laços de parentesco tradicionais na Albânia, centrados na família patriarcal, foram destruídos pela repressão pós-guerra dos líderes dos clãs, coletivização da agricultura, industrialização, migração do campo para áreas urbanas e supressão da religião.    O regime pós-guerra trouxe uma mudança radical no status das mulheres da Albânia. Consideradas cidadãs de segunda classe na sociedade albanesa tradicional, as mulheres faziam a maior parte do trabalho em casa e também faziam a maior parte do trabalho no campo. Antes da Segunda Guerra Mundial, cerca de 90% das mulheres da Albânia eram analfabetas e, em muitas áreas, eram consideradas bens móveis de acordo com as antigas leis e costumes tribais. Durante a Revolução Cultural e Ideológica, o partido encorajou as mulheres a trabalhar fora de casa em um esforço para compensar a escassez de mão de obra e superar seu conservadorismo. O próprio Hoxha proclamou que qualquer um que pisasse no decreto do partido sobre os direitos das mulheres deveria ser "lançado no fogo".

### Autossuficiência

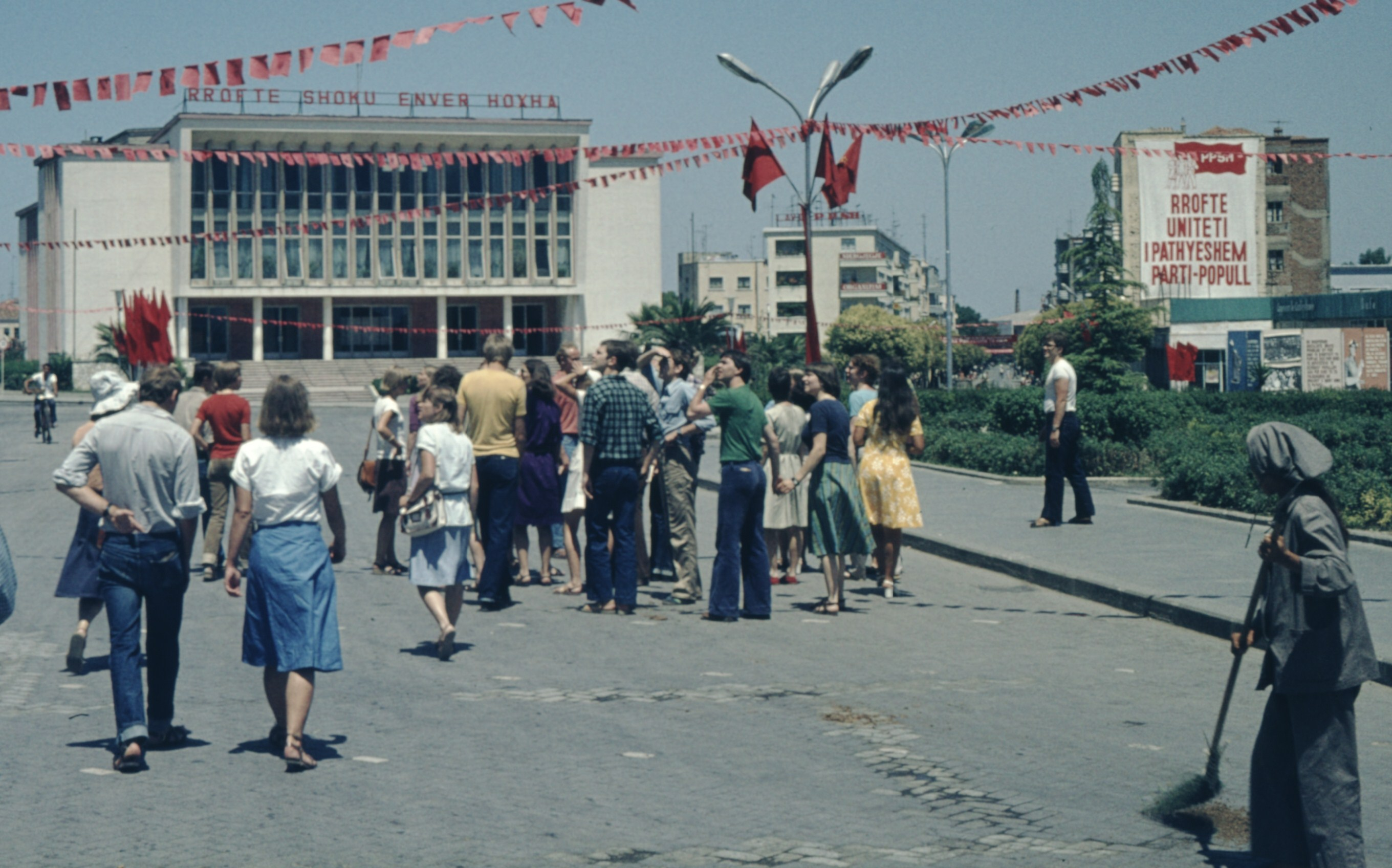
Durrës em 1978

As relações albanês-chinesas estagnaram em 1970, e quando a China começou a ressurgir do isolamento e da Revolução Cultural no início dos anos 1970, Mao e os outros líderes chineses reavaliaram seu compromisso com a Albânia. Em resposta, a Albânia começou a ampliar seus contatos com o mundo exterior. A Albânia abriu negociações comerciais com a França, a Itália e os recém-independentes estados asiáticos e africanos e, em 1971, normalizou as relações com a Iugoslávia e a Grécia. Os líderes da Albânia abominavam os contatos da China com os Estados Unidos no início dos anos 1970, e sua imprensa e rádio ignoraram a viagem do presidente Richard Nixon a Pequim em 1972. A Albânia trabalhou ativamente para reduzir sua dependência da China, diversificando o comércio e melhorando as relações diplomáticas e culturais, especialmente com a Europa Ocidental. Mas a Albânia evitou a Conferência sobre Segurança e Cooperação na Europa e foi o único país europeu que se recusou a participar da Conferência de Helsinque de julho de 1975. Logo após a morte de Mao em 1976, Hoxha criticou a nova liderança, bem como a política pragmática de Pequim em relação aos Estados Unidos e à Europa Ocidental. A China retrucou convidando Tito para visitar Pequim em 1977 e encerrando os programas de assistência à Albânia em 1978.

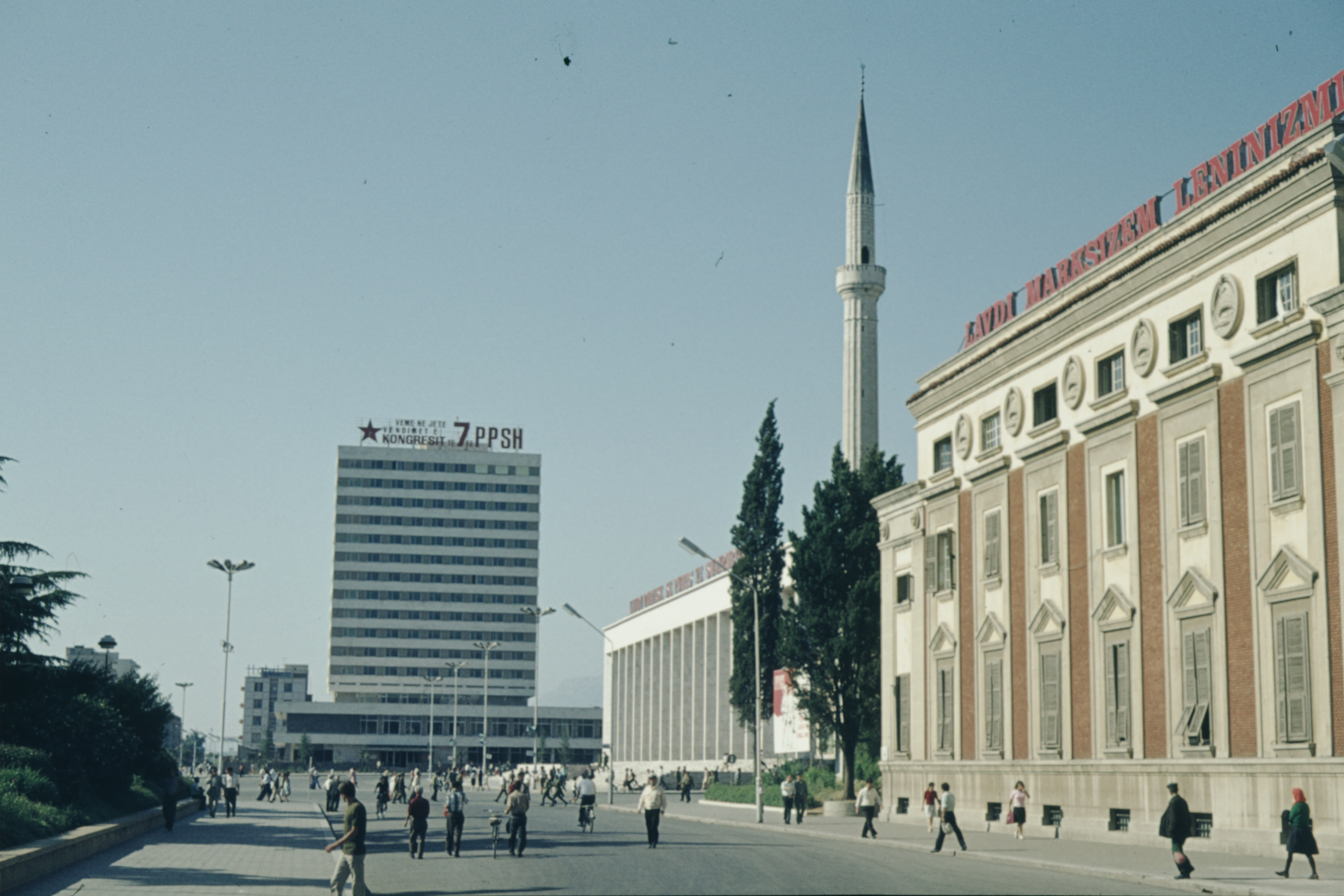
Centro de Tirana em 1978, com slogans e propaganda em todos os edifícios principais

A ruptura sino-albanesa deixou a Albânia sem benfeitor estrangeiro. A Albânia ignorou os apelos para normalizar as relações dos Estados Unidos e da União Soviética. Em vez disso, a Albânia expandiu seus laços diplomáticos com a Europa Ocidental e as nações em desenvolvimento e também começou a enfatizar o princípio da autossuficiência como a pedra angular da estratégia do país para o desenvolvimento econômico. A Albânia, no entanto, não tinha muitos recursos próprios, e a abertura cautelosa de Hoxha para o mundo exterior não foi suficiente para reforçar a economia da Albânia, e movimentos nascentes de mudança surgiram dentro da Albânia. Sem ajuda chinesa ou soviética, o país começou a sofrer escassez generalizada de tudo, desde peças de máquinas até trigo e ração animal. A infraestrutura e os padrões de vida começaram a entrar em colapso. De acordo com o Banco Mundial, a Albânia arrecadou cerca de US$ 750 em produto nacional bruto per capita durante grande parte da década de 1980. À medida que a saúde de Hoxha piorava, surgiram apelos silenciosos para o relaxamento dos controles do partido e maior abertura. Em resposta, Hoxha lançou uma nova série de expurgos que removeram o ministro da defesa e muitos altos oficiais militares. Um ano depois, Hoxha expurgou os ministros responsáveis pela economia do país e os substituiu por pessoas mais jovens.
À medida que Hoxha começou a ter mais problemas de saúde, ele se retirou progressivamente dos assuntos de estado e tirou licenças mais longas e frequentes. Enquanto isso, ele começou a planejar uma sucessão ordenada. Ele trabalhou para institucionalizar suas políticas, esperando frustrar qualquer tentativa que seus sucessores pudessem fazer de se aventurar no caminho stalinista que ele abriu para a Albânia. Em dezembro de 1976, a Albânia adotou sua segunda constituição stalinista do pós-guerra. O documento garantia aos albaneses liberdade de expressão, imprensa, organização, associação e reunião, mas subordinava esses direitos aos deveres do indivíduo para com a sociedade como um todo. A constituição continuou a enfatizar o orgulho e a unidade nacional, a ideia de autarquia foi consagrada na lei e o governo foi proibido de buscar ajuda financeira ou créditos ou formar empresas conjuntas com parceiros de países comunistas capitalistas ou revisionistas. O preâmbulo da constituição também ostentava que os fundamentos da crença religiosa haviam sido abolidos na Albânia.
Em 1980, Hoxha escolheu Ramiz Alia para sucedê-lo como o patriarca comunista da Albânia, negligenciando seu companheiro de armas de longa data, Mehmet Shehu. Hoxha primeiro tentou convencer Shehu a se afastar voluntariamente, mas quando esse movimento falhou, Hoxha conseguiu que todos os membros do Politburo o repreendessem por permitir que seu filho ficasse noivo da filha de uma ex-família burguesa. Shehu supostamente cometeu suicídio em 17 de dezembro de 1981. Alguns suspeitam que Hoxha o matou. Hoxha mandou prender a esposa de Shehu e três filhos, um dos quais se suicidou na prisão.  Em novembro de 1982, Hoxha anunciou que Shehu estava trabalhando simultaneamente como espião estrangeiro para as agências de inteligência dos Estados Unidos, britânica, soviética e iugoslava no planejamento do assassinato do próprio Hoxha. "Ele foi enterrado como um cachorro", escreveu Hoxha na edição albanesa de seu livro, The Titoites.
Em 1983, Hoxha renunciou a muitas de suas funções devido a problemas de saúde, e Alia assumiu a responsabilidade pela administração da Albânia. Alia viajou extensivamente pela Albânia, substituindo Hoxha em grandes eventos e fazendo discursos estabelecendo novas políticas e entoando litanias ao enfraquecido presidente. Hoxha morreu em 11 de abril de 1985. Alia sucedeu Hoxha na presidência e tornou-se o secretário jurídico do APL dois dias depois. Com o tempo, ele se tornou uma figura dominante na mídia albanesa, e seus slogans foram pintados em letras carmesim em placas por todo o país.

### Transição
Após a morte de Hoxha, Ramiz Alia manteve o controle firme do país e seu aparato de segurança, mas a desesperada situação econômica da Albânia exigiu que Alia introduzisse algumas reformas. Continuando uma política definida por Hoxha, Alia restabeleceu relações diplomáticas com a Alemanha Ocidental em troca de ajuda ao desenvolvimento e também cortejou a Itália e a França.  As reformas muito graduais e leves se intensificaram quando Mikhail Gorbachev introduziu suas novas políticas de glasnost e perestroika na União Soviética, culminando na queda do Muro de Berlim em novembro de 1989 e no colapso dos governos comunistas na Europa Central e Oriental.
Depois que Nicolae Ceaușescu (o líder da Romênia comunista) foi executado em uma revolução em dezembro de 1989, Alia acelerou suas reformas, aparentemente preocupado com a violência e seu próprio destino se mudanças radicais não fossem feitas. Ele assinou o Acordo de Helsinki (que foi assinado por outros países em 1975) que respeitava alguns direitos humanos. Em 11 de dezembro de 1990, sob enorme pressão de estudantes e trabalhadores, Alia anunciou que o Partido do Trabalho havia abandonado seu direito garantido de governar, que outros partidos poderiam ser formados e que eleições livres seriam realizadas na primavera de 1991.
O partido de Alia venceu as eleições em 31 de março de 1991 - as primeiras eleições livres realizadas em décadas.  No entanto, ficou claro que a mudança não seria interrompida. A posição dos comunistas foi confirmada no primeiro turno das eleições sob uma lei provisória de 1991, mas dois meses depois caiu durante uma greve geral. Um comitê de "salvação nacional" assumiu, mas também entrou em colapso em seis meses. Em 22 de março de 1992, os comunistas foram derrotados pelo Partido Democrata nas eleições nacionais.  A mudança da ditadura para a democracia trouxe muitos desafios. O Partido Democrata teve que implementar as reformas que havia prometido, mas elas foram muito lentas ou não resolveram os problemas do país, então as pessoas ficaram desapontadas quando suas esperanças de prosperidade rápida não foram realizadas.
Nas eleições gerais de junho de 1996, o Partido Democrata tentou obter a maioria absoluta manipulando os resultados. Este governo entrou em colapso em 1997 na sequência de colapsos adicionais de esquemas de pirâmide e corrupção generalizada, que causaram caos e rebelião em todo o país. O governo tentou reprimir a rebelião pela força militar, mas a tentativa falhou, devido à corrupção de longa data das forças armadas, forçando outras nações a intervir. De acordo com a lei básica provisória de 1991, os albaneses ratificaram uma constituição em 1998, estabelecendo um sistema democrático de governo baseado no estado de direito e garantindo a proteção dos direitos humanos fundamentais.  O nome "República Socialista Popular da Albânia" foi oficialmente ilegítimo após 28 de novembro de 1998 com a nova Constituição da Albânia, embora os antigos símbolos comunistas já tenham sido retirados e substituídos pelo atual brasão e bandeira da Albânia.

## Governo
Durante sua era comunista, a Albânia foi governada pelo Partido do Trabalho da Albânia.
De acordo com a constituição albanesa de 1976, os poderes legislativos foram investidos na Assembleia do Povo, que a constituição descreveu como "o órgão supremo do poder do Estado". Suas competências incluíam dirigir as políticas internas e externas da Albânia, aprovar e alterar a constituição e as leis, aprovar planos para o desenvolvimento econômico e cultural, bem como o orçamento do estado, ratificar tratados internacionais, conceder anistia, definir a "estrutura administrativa e territorial" e decidir sobre referendos populares. Também elegeu e demitiu o Presidium da Assembleia do Povo, o Conselho de Ministros e o Supremo Tribunal da Albânia. A Assembleia Popular era composta por 250 deputados "eleitos em círculos com igual número de habitantes" para um mandato de quatro anos. Reunia-se em sessão normal duas vezes por ano.
O Presidium da Assembleia Popular foi descrito como "um órgão superior do poder do Estado com atividade permanente" na constituição de 1976. Era composto por um presidente, três vice-presidentes, um secretário e dez outros membros.
O órgão supremo e executivo do governo era o Conselho de Ministros. Eles foram nomeados entre as fileiras da Assembleia do Povo. Tal como a Assembleia Popular, tinha também um presidium próprio, composto por um presidente e vice-presidentes. 

## Legado
As políticas seguidas por Enver Hoxha e seus seguidores influenciaram o pensamento político e econômico em todo o mundo. Assim, os partidos Hoxhaistas foram fundados em muitos países e basearam a sua ideologia nas ideias de Enver Hoxha sobre como um estado comunista deveria ser construído e abraçaram a sua estrita adesão ao Marxismo-Leninismo. Após a queda da República Socialista Popular da Albânia em 1991, os partidos Hoxhaistas se reagruparam em uma Conferência Internacional de Partidos e Organizações Marxistas-Leninistas.
A Encyclopædia Britannica enfatiza que "o programa de modernização de Hoxha visava transformar a Albânia de um país agrário atrasado em uma sociedade industrial moderna e, de fato, em quatro décadas, a Albânia fez um progresso respeitável, até mesmo histórico, no desenvolvimento da indústria, agricultura, educação, artes e cultura. Uma das conquistas mais notáveis foi a drenagem de pântanos costeiros - anteriormente criadouros de mosquitos da malária - e a recuperação de terras para uso agrícola e industrial. A reforma histórica da língua, que fundiu elementos dos dialetos Gheg e Tosk em uma linguagem literária unificada, também foi um símbolo dessa mudança." 
Uma pesquisa de 2016 conduzida pelo Institute for Development Research and Alternatives (IDRA) mostrou que 42% dos albaneses acreditam que Enver Hoxha teve um impacto positivo na história – não muito menos que 45% que veem seu impacto como negativo.  Cidadãos das regiões do sul e sudoeste da Albânia que foram entrevistados tiveram a visão mais positiva de Hoxha, com 55%.  Aproximadamente 35% dos entrevistados disseram que o passado comunista não era um problema para eles, enquanto 62% o viam como "pelo menos um tanto problemático". 

## Líderes
Primeiros-secretários do Partido do Trabalho da Albânia:
- Enver Hoxha (1946–1985)
- Ramiz Alia (1985–1991)

Presidentes da Assembleia Popular:
- Omer Nishani (1946–1953)
- Haxhi Lleshi (1953–1982)
- Ramiz Alia (1982–1991)

Primeiros-ministros:
- Enver Hoxha (1946–1954)
- Mehmet Shehu (1954–1981)
- Adil Carçani (1981–1991)

## Exército
O Exército do Povo Albanês (em albanês:  Ushtria Popullore Shqiptare, UPSh) foi o termo para o exército nacional da República Popular Socialista da Albânia de 1946 a 1990. Depois de se retirar das atividades do Pacto de Varsóvia em 1968, conduziu uma política de autossuficiência para a defesa nacional. Foi dissolvida em 1990 e é mantida em sua forma atual pelas Forças Armadas da Albânia.
| Nome                                        | Imagem  | Origem            | Quantidade               | Notas                                         |
| Tanques                                     | Tanques | Tanques           | Tanques                  | Tanques                                       |
| ------------------------------------------- | ------- | ----------------- | ------------------------ | --------------------------------------------- |
| T-34/85                                     |         | União Soviética   | 190                      | Manutenção duvidosa                           |
| Type-59                                     |         | China             | 190                      | Manutenção duvidosa                           |
| Type-62                                     |         | China             | N/A                      | [ 33 ]                                        |
| Destruidores de tanques                     |         |                   |                          |                                               |
| SU-76                                       |         | União Soviética   | N/A                      | (Mantido na reserva).                         |
| SU-100                                      |         | União Soviética   | N/A                      | [ 33 ]                                        |
| Veículos blindados de combate               |         |                   |                          |                                               |
| BA-64                                       |         | União Soviética   | N/A                      | (Mantido na reserva).                         |
| Veículos blindados de transporte de pessoal |         |                   |                          |                                               |
| Type-63                                     |         | China             | N/A                      | [ 33 ]                                        |
| Type-77                                     |         | China             | N/A                      | [ 33 ]                                        |
| Veículos blindados de recuperação           |         |                   |                          |                                               |
| T-34-T                                      |         | União Soviética   | N/A                      | [ 33 ]                                        |
| Type 73                                     |         | China             | N/A                      | [ 33 ]                                        |
| Veículos de Transporte Anfíbio              |         |                   |                          |                                               |
| BAV 385                                     |         | União Soviética   | N/A                      | [ 33 ]                                        |
| Bridgelayers                                |         |                   |                          |                                               |
| Jiefang CA30                                |         | China             | N/A                      | [ 33 ]                                        |
| Tratores de artilharia                      |         |                   |                          |                                               |
| AT-S                                        |         | União Soviética   | N/A                      | [ 33 ]                                        |
| AT-T                                        |         | União Soviética   | N/A                      | [ 33 ]                                        |
| Type-60-1                                   |         | China             | N/A                      | [ 33 ]                                        |
| Morteiros pesados                           |         |                   |                          |                                               |
| 120mm 120-PM-38                             |         | União Soviética   | N/A                      | [ 33 ]                                        |
| 120mm 120-PM-43                             |         | União Soviética   | N/A                      | [ 33 ]                                        |
| 160mm M160                                  |         | União Soviética   | N/A                      | [ 33 ]                                        |
| 160mm Type-56                               |         | China             | N/A                      | [ 33 ]                                        |
| Artilharia rebocada                         |         |                   |                          |                                               |
| 76mm ZiS-3                                  |         | União Soviética   | N/A                      | [ 33 ]                                        |
| 76mm M-1943                                 |         | União Soviética   | N/A                      | [ 33 ]                                        |
| 85mm D-44                                   |         | União Soviética   | N/A                      | [ 33 ]                                        |
| 100mm BS-3                                  |         | União Soviética   | N/A                      | [ 33 ]                                        |
| 122mm M-30                                  |         | União Soviética   | N/A                      | [ 33 ]                                        |
| 122mm Type-54                               |         | China             | N/A                      | [ 33 ]                                        |
| 122mm Type-60                               |         | China             | N/A                      | [ 33 ]                                        |
| 130mm Type-59                               |         | China             | N/A                      | [ 33 ]                                        |
| 130mm Type-59-I                             |         | China             | N/A                      | [ 33 ]                                        |
| 130mm SM-4-1                                |         | União Soviética   | N/A                      | [ 33 ]                                        |
| 152mm ML-20                                 |         | União Soviética   | N/A                      | [ 33 ]                                        |
| 152mm D-1                                   |         | União Soviética   | N/A                      | [ 33 ]                                        |
| 152mm Type-66                               |         | China             | N/A                      | [ 33 ]                                        |
| Lançadores de foguetes múltiplos            |         |                   |                          |                                               |
| 107mm Type-63                               |         | China             | N/A                      | (Rebocado).                                   |
| 107mm Type-63                               | N/A     | China             | (Baseado em jipe).       |                                               |
| 130mm Type-63                               | N/A     | China             | [ 33 ]                   |                                               |
| 132mm BM-13 'Katyusha'                      |         | União Soviética   | N/A                      | [ 33 ]                                        |
| Armas antiaéreas                            |         |                   |                          |                                               |
| 12.7mm DShK                                 |         | União Soviética   | N/A                      | [ 33 ]                                        |
| 12.7mm Type-54                              |         | China             | N/A                      | [ 33 ]                                        |
| 14.5mm ZPU-2                                |         | União Soviética   | N/A                      | [ 33 ]                                        |
| 14.5mm ZPU-4                                |         | União Soviética   | N/A                      | [ 33 ]                                        |
| 14.5mm Type-56                              |         | China             | N/A                      | [ 33 ]                                        |
| 37mm M-1939                                 |         | União Soviética   | N/A                      | [ 33 ]                                        |
| 37mm Type-65                                |         | China             | N/A                      | [ 33 ]                                        |
| 57mm AZP S-60                               |         | União Soviética   | N/A                      | [ 33 ]                                        |
| 85mm 52-K M1939                             |         | União Soviética   | N/A                      | [ 33 ]                                        |
| 100mm KS-19                                 |         | União Soviética   | N/A                      | [ 33 ]                                        |
| 100mm Type-59                               |         | China             | N/A                      | [ 33 ]                                        |
| Sistemas estáticos de mísseis superfície-ar |         |                   |                          |                                               |
| HQ-2                                        |         | China             | ~4 sítios, 22 lançadores | [ 33 ]                                        |
| Radares                                     |         |                   |                          |                                               |
| P-35                                        |         | União Soviética   | N/A                      | [ 33 ]                                        |
| SNR-75                                      |         | China             | N/A                      | (Para HQ-2), (ainda não visto).               |
| SON-9                                       |         | China             | N/A                      | (Para canhões AA de 57mm S-60 e 100mm KS-19). |
| Veículos utilitários                        |         |                   |                          |                                               |
| GAZ-69                                      |         | União Soviética   | N/A                      | [ 33 ]                                        |
| Beijing BJ212                               |         | China             | N/A                      | [ 33 ]                                        |
| ARO 244                                     |         | Romênia           | N/A                      | [ 33 ]                                        |
| Caminhões                                   |         |                   |                          |                                               |
| Berliet GBC8 MT                             |         | França            | N/A                      | [ 33 ]                                        |
| ZiL-151                                     |         | União Soviética   | N/A                      | [ 33 ]                                        |
| Jiefang CA10                                |         | China             | N/A                      | [ 33 ]                                        |
| Jiefang CA30                                |         | China             | N/A                      | [ 33 ]                                        |
| Yuejin NJ-130                               |         | China             | N/A                      | [ 33 ]                                        |
| IFA W 50                                    |         | Alemanha Oriental | N/A                      | [ 33 ]                                        |